# Estênelo (filho de Androgeu)
Estênelo (português brasileiro) ou Esténelo (português europeu) (em grego clássico: Σθένελος; romaniz.: Sthénelos; em latim: Sthenelus), na mitologia grega, foi filho de Androgeu, neto de Minos e irmão de Alceu. Durante a expedição de Héracles contra as amazonas, o herói desembarcou na ilha de Paros, onde dois companheiros seus foram mortos por quatro filhos de Minos. Eles foram substituídos por Estênelo e Alceu que, na volta, ajudaram na conquista da ilha de Taso dos trácios e a receberam.